# Principio de Haldane
El llamado Principio de Haldane es la generalización de una observación incluida en el ensayo Sobre el tamaño justo (1928), del genetista británico John Haldane. El principio afirma que el tamaño de los seres vivos define la complejidad de sus órganos internos. Por ejemplo, los insectos, siendo pequeños, no necesitan orgánulos como venas, arterias, etc. para transportar el oxígeno, sino que éste es absorbido por simple difusión del aire a través de sus membranas internas y externas. Animales más grandes, por el contrario, requieren complicaciones adicionales, como sofisticados mecanismos de bombeo a través de complejos sistemas de distribución para que el oxidante alcance las células.
La aplicación del principio ha sido extendida a los campos de la fisiología, biología evolutiva, paleontología y economía energética.
El nombre Principio de Haldane fue acuñado por la divulgadora científica Jane Jacobs.
- Datos: Q9062842